# Gráf Zsuzsanna
Gráf Zsuzsanna (Kőszeg, 1959. március 22. –) háromszoros Artisjus-díjas, Liszt Ferenc-díjas, Magyar Örökség Díjas, Bartók-Pásztory-díjas, Apáczai Csere János-díjas és kórusával Junior Prima és Prima díjas magyar karnagy, érdemes- és kiváló művész. Kőszeg város díszpolgára. Diplomáit a budapesti Liszt Ferenc Zeneakadémián szerezte énektanár-karvezetői, valamint zongora tanszakon.  

## Élete és pályája
Kőszegen, zenészcsaládban született. Már fiatalon, 15 évesen felvételt nyert a Zeneakadémia Rendkívüli Tehetségek Tagozatára, zongora szakra, Máthé Klára osztályába. Később a Liszt Ferenc Zeneakadémián két önálló tanszakot végzett és két kitűnő diplomát szerzett ének-zene szakos tanár–karvezető és zongora tanszakon. 
A Városmajori Gimnázium zenei tagozatának alapítójaként és vezetőjeként a mai napig a zenei osztályok tanára (szolfézs, zeneelmélet, zenetörténet, népzene). Azóta számos tanítványa választotta a zenei pályát, operaénekesek, zenetudósok, zeneszerzők, zenepedagógusok, karnagyok kerültek ki közülük. A gimnáziumban általa alapított Angelica Leánykar 2019-ben ünnepli 30 éves jubileumát.
Gimnáziumi munkája mellett  gyakorlatvezetője a Zeneakadémia végzős hallgatóinak. 2011 óta óraadó tanára a Zeneakadémia mesterképzésének és Rendkívüli Tehetségek Tagozatának. 
Művészi és pedagógiai munkája mellett elhivatott a Kodály-módszer és a kodályi szellemiség minél szélesebb körű megismertetése és terjesztése iránt. Ennek szellemében alapította 2014-ben, és vezeti azóta a Városmajori Mintatagozatot. Ezt a Zeneakadémia hozta létre a Kós Károly Ének-zenei Általános Iskola és a Városmajori Gimnázium osztályaiból, ahol mintát, példát szeretnének mutatni a Kodály Zoltán által megálmodott autentikus zenei nevelés rendszer és módszer alkalmazásával.
A kodályi szellemiség terjesztése jegyében hét alkalommal járt Japánban (Tokió, Nagoja, Akita), ahol vendégkarmesterként koncerteken vezényelte Kodály, Bartók és kortárs magyar zeneszerzők műveit. Nyolc alkalommal kapott meghívást Argentínába. A Buenos Aires-i IUNA Zenei Egyetem állandó vendégprofesszora, valamint a Montevideói Zenei Egyetem rendszeres előadója. 2018-ban Kazahsztánban járt, ahol több Kodály-szemináriumot is vezetett.
Rendszeresen kap meghívást nemzetközi kórusversenyek zsűrijének munkájában történő részvételre. Grúziában, a Tbiliszi Zeneakadémián a mestervizsga meghívott zsűrielnöke volt. 
Gráf Zsuzsanna számos karnagyi különdíj birtokosa. Munkája elismeréseként háromszor részesült Artisjus-díjban, emellett a Liszt Ferenc-díj, a Magyar Örökség díj, a Bartók Béla–Pásztory Ditta-díj és az Apáczai Csere János-díj birtokosa is. Tagja a Magyar Kodály Társaság elnökségének, a KÓTA művészeti bizottságának, valamit a Sibelius társaságnak.
Kőszeg város díszpolgáraként 2018-ban második ízben rendezett Kodály-ünnepet Kőszegen, május 26-27-én. A rendezvény indításával művészeti vezetőként hagyományt kívánt teremteni, minden évben emlékezve Kodály Zoltán 80 évvel korábbi vezénylésére ugyanezen helyszínen. A rendezvény fővédnökségét 2017-ben dr. Hoppál Péter vállalta – aki akkor maga vezényelte az összkart –, míg 2018-ban a fővédnök dr. Székely János megyés püspök, a program díszvendége pedig pedig Kodály Zoltánné Péczeli Sarolta volt.

## Díjai
- karnagyi különdíj
- Artisjus-díj (2000, 2004)
- Liszt Ferenc-díj (2007)
- Bartók–Pásztory-díj (2013)
- Prima díj (2014)
- Érdemes művész (2019)
- A Magyar Érdemrend tisztikeresztje (2022)
- Kiváló művész (2024)[1]